# Estéous
Der Estéous ist ein Fluss in Frankreich, der in der Region Okzitanien verläuft. Er entspringt im Gemeindegebiet von Laslades, in der Nähe des Stausees Lac de l’Arrêt-Darré, entwässert generell Richtung Nord und durchquert auf seinem Weg die historische Provinz Bigorre. Er mündet nach rund 45 Kilometern im Gemeindegebiet von Labatut-Rivière als rechter Nebenfluss in den Adour. Nördlich von Rabastens-de-Bigorre bis etwa Monfaucon nimmt der Fluss den Canal d’Alaric, einen Seitenkanal des Adour, auf einer Länge von etwa fünf Kilometern auf, ehe er wieder in sein eigenes Flussbett abgeleitet wird.
Auf seinem Weg durchquert er das Département Hautes-Pyrénées und ist auf einigen Kilometern auch Grenzfluss zum benachbarten Département Gers.

## Orte am Fluss
- Castelvieilh
- Pouyastruc
- Rabastens-de-Bigorre